# 디트리히 폰 콜티츠
디트리히 후고 헤르만 폰 콜티츠(독일어: Dietrich Hugo Hermann von Choltitz, 1894년 11월 9일 - 1966년 11월 5일),는 독일의 군인이다. 최종계급은 보병 대장까지 진급했다. 그는 1944년 파리 방위사령관으로 임명되었고 그후 파리 전투에서 지휘를 했으나 호전적으로 나가지 않고 프랑스 국내군과 강화를 추진하여 전투로 폐허가된 스탈린그라드나 바르샤바와 달리 파리는 황폐화를 막을수있었다. 별명으로 파리를 구한 인물이라고도 한다.

## 생애

### 어린 시절
그는 독일 제국의 실레지아지방에 태어났다.
유년기 드레스덴주 학교를 다녔고 제1차 세계대전이 발발하자 징집되어 서부 전선에 보병으로 활약하여 최종 소위계급까지 진급했다. 그는 종전 후에도 전역하지 않고 바이마르 공화국군으로 계속 복무하여 소령까지 진급했다.

### 독일 국방군 복무 시기
중령까지 승진한 그는 2차 대전에 참전 황색 작전에서 투입되 큰 활약을 하여 철십자 훈장을
받았다. 그후 바르바로사 작전에서도 참전하여
계속된 활약으로 군대장까지 진급하여 파리방위 사령관으로 전속되었다.

### 파리 전투 시기
그가 파리 방위 사령관으로 임명된 시기 노르망디 상륙을 성공한 연합군은 프랑스 지역을 빠른 시일 내에 탈환하여 파리 내에 있던 고립된 독일국방군은 사기가 급속도로 저하되어 있었다. 프랑스 국내군은 이 시기에 활발하게 활동하여 독일군과의 충돌이 계속되고 있었다. 

### 파리해방
1944년 파리가 나치독일로부터 해방하자, 히틀러는 콜티츠에게 파리를 폐허로 만들라 지시했으나 콜티츠는 그것을 원하지 않았고 프랑스 국내군과 평화교섭을 하여, 파리의 황폐화를 막을 수 있었다. 그의 히틀러의 명령거부는 대한민국 초등학교 6학년《도덕》교과서(1991년)에 실정법과 인간의 양심 사이에서 갈등해야 할 때 어떠한 결정을 할 것인지를 설명하는 예로 스위스 국경 경비대장이 홀로코스트를 피해, 영세중립국인 스위스로 망명한 유대인 난민들의 입국을 허가하여, 징계위원회에서 해임된 이야기와 함께 실릴 정도로 널리 알려진 역사이다. 하지만 콜티츠는 연합군의 포로로 체포되어 수감생활을 해야했다.

### 전후
그는 영국군의 포로가 되었고 그후 조사과정에서 1941년~1942년기간 동안 유대인 학살에 관여했다는 의혹도 있었다. 1947년 석방되었고 1966년 하노버에서 죽었다.

## 같이 보기
파리 해방